# Google (azienda)
Google LLC è un'azienda informatica statunitense che offre servizi online, con quartier generale a Mountain View in California, nel cosiddetto Googleplex. Tra la grande quantità di prodotti o servizi offerti troviamo il motore di ricerca Google, il sistema operativo Android, il sistema operativo Chrome OS e servizi web quali YouTube, Gmail, Play Store, Google Maps e molti altri.
È una delle più importanti imprese informatiche statunitensi, nonché una delle più grandi società a livello globale con capitalizzazione azionaria di più di un bilione di dollari (mille miliardi di dollari).
Al momento è gestita con capitali privati dove i maggiori detentori di quote sono Kleiner Perkins Caufield & Byers e Sequoia Capital. A seguito di una ristrutturazione interna, dal 5 ottobre 2015 Google è una controllata della holding Alphabet.

## Storia
Larry Page e Sergey Brin, studenti dell'Università di Stanford, dopo aver sviluppato la teoria secondo cui un motore di ricerca basato sullo sfruttamento delle relazioni esistenti tra siti web avrebbe prodotto risultati migliori rispetto alle tecniche empiriche usate precedentemente, fondarono l'azienda il 27 settembre 1998. Convinti che le pagine citate con un maggior numero di link fossero le più importanti e meritevoli, decisero di approfondire la loro teoria all'interno dei loro studi e posero le basi per il loro motore di ricerca.
Nell'ottobre 2003, discutendo una possibile offerta pubblica iniziale la società fu contattata da Microsoft a proposito di un possibile accordo o di una fusione; Google rifiutò l'offerta.
Nel gennaio 2004 è stata annunciata l'affidamento a Morgan Stanley e Goldman Sachs Group della gestione dell'offerta pubblica iniziale, che ha raggiunto il primo giorno circa i 2 miliardi di dollari americani (19,6 milioni di azioni a circa 100 dollari l'una); la quotazione ha iniziato subito a salire, raggiungendo a novembre 2004 i 200 dollari per azione.
Il 10 ottobre 2006, Google ha rilevato il portale per video amatoriali YouTube, vero fenomeno di massa tra i giovani per la facilità di condivisione di video amatoriali con circa 20 milioni di visitatori al mese, per la cifra di 1,65 miliardi di dollari. Scelta che si è rivelata vincente perché nel 2019, YouTube ha generato 15,5 miliardi di dollari e nel primo quarto del 2020 la cifra record di 4,04 miliardi di dollari.
A novembre 2007 l'azione oscilla intorno ai 700 dollari. Il 23 gennaio 2008 Google perde circa il 10% in Borsa a Wall Street, e quindi brucia 16,3 miliardi di dollari. La perdita è dovuta alle indicazioni non proprio positive degli analisti UBS, secondo cui il tasso di crescita del titolo dovrebbe segnare nel quarto trimestre un brusco rallentamento rispetto al precedente trimestre.
Nel secondo trimestre del 2011, il suo primo sistema operativo open source, denominato Google Chrome OS, verrà pubblicato e sarà destinato almeno inizialmente al mercato dei netbook, per passare solo successivamente all'installazione su alcuni pc e tablet.
Il 15 agosto 2011 Google ha acquisito Motorola Mobility per 12,5 miliardi di dollari. Quest'importante acquisizione strategica ha rafforzato il portfolio di brevetti dell'azienda, oltre a garantire in futuro la possibilità di produrre i propri dispositivi anziché limitarsi alla progettazione del solo sistema operativo.
Tuttavia, il 29 gennaio 2014 Google annuncia che, pur mantenendo gran parte dei brevetti, venderà Motorola Mobility a Lenovo.
Il 18 ottobre 2013 il valore delle azioni Google sale del 13,8%, superando per la prima volta il valore di 1000$ per azione.
Nel maggio 2014 secondo la Millward Brown Optimor, il marchio Google risulta essere quello di maggior valore a livello globale: 159 miliardi di dollari, il 40% in più dal 2007, risultato che relega Apple al secondo posto con un valore di 148 miliardi di dollari.

### Riorganizzazione societaria
Il 10 agosto 2015, tramite una lettera pubblicata dal cofondatore dell'azienda Larry Page, viene dato l'annuncio di una nuova organizzazione societaria: Google, insieme ad altre società minori, entrerà a far parte della costituenda holding Alphabet Inc., del quale lo stesso Page ricoprirà la carica di CEO. La carica di nuovo CEO di Google invece spetterà, sempre secondo quanto dichiarato, a Sundar Pichai.

### Acquisizioni da parte di Google
Dal 2001 Google ha acquistato oltre 160 imprese, provenienti dai più svariati settori, per poi essere integrate in Google, o lasciate almeno in parte indipendenti. A inizio 2011 acquisisce la società Ita Software, specializzata nei dati sui prezzi dei voli aerei con un investimento di 700 milioni di dollari (all'epoca il terzo più oneroso investimento dopo Double Click e YouTube). Dopo neanche 6 mesi nel settembre 2011 nasce Flight Search, un motore di ricerca che punta a prendere posizione anche nel settore viaggi dove Bing - il motore di ricerca della Microsoft - aveva acquisito quote di mercato nella ricerca on-line delle tariffe aeree.

## Servizi offerti
Tra i principali servizi offerti da Google vi sono:
- Google Cloud Pro, corso per la certificazione Google Cloud.[15]
- Google Play Protect, antivirus creato da Google per analizzare le applicazioni scaricate dal Google Play Store e dai formati APK.
- Google One, servizio di cloud hosting che racchiude in un solo posto lo spazio di Gmail, Drive, Foto e gli altri servizi Google.
- Google Search, motore di ricerca per Internet fondato il 15 settembre 1997. È il sito più visitato del mondo, ed una sua particolarità è che in determinate date il caratteristico logo cambia, per celebrare l'avvenimento avvenuto quel determinato giorno. Il logo in questo caso viene chiamato doodle, e talvolta può essere anche animato o interattivo.
- Android, sistema operativo per cellulari e Tablet, con interfaccia specializzata anche per TV, Auto, e dispositivi indossabili.
- YouTube, servizio che consente la condivisione e visualizzazione in rete di video (video sharing).
- Google Play, negozio virtuale di applicazioni, giochi, brani musicali, pellicole cinematografiche, dispositivi, libri e riviste, sviluppato principalmente per offrire servizi ai dispositivi mobili Android.
- Chrome OS, sistema operativo progettato da Google, basato sul kernel linux e destinato al mercato dei netbook.
- Google Now, software di assistenza personale intelligente.
- Assistente Google, assistente virtuale.
- Google Drive, servizio di cloud computing comprendente suite di produttività che mette gratuitamente a disposizione degli utenti documenti elettronici, fogli di calcolo e presentazioni online, compatibili con tutti i dispositivi.
- Google Chrome, browser web.
- Gmail, servizio di posta elettronica di Google.
- Google Traduttore, servizio di traduzione linguistica.
- Google Maps, servizio di indicazioni stradali, mappe e satellite.
- Google Earth, software che genera immagini virtuali della Terra utilizzando immagini satellitari.
- Google Street View, servizio che fornisce viste panoramiche a 360° gradi in orizzontale e a 290º in verticale lungo le strade e permette agli utenti di vedere parti di varie città del mondo a livello del terreno.
- Google Meet, software di teleconferenza.
- Google Chat, software di messaggistica istantanea tra gruppi di lavoro.
- Google Hangouts, software di messaggistica istantanea.
- Google Duo, software per videochiamate.
- Google Voice, un servizio di VOIP.
- Google My Business, piattaforma per promuovere attività d'impresa o pubbliche su ricerca Google.
- Google Ads, servizio che Google offre agli inserzionisti per inserire il proprio sito all'interno dei risultati di ricerca, nella tabella "collegamenti sponsorizzati". Il servizio non è gratuito, ha un costo per click, stabilito in precedenza dall'inserzionista.
- Google AdSense, servizio che permette agli affiliati di guadagnare inserendo della pubblicità nel proprio sito.
- Android Accessibility Suite, servizio di accessibilità che consente agli utenti non vedenti o con problemi di vista di interagire con i loro dispositivi.
- Google Foto, servizio per immagazzinare e gestire foto e video.
- Google Fit, piattaforma per il rilevamento di attività fisiche.
- Google Pay, servizio di Google per semplificare i pagamenti, utilizzando uno smartphone al posto delle carte di credito.
- Google Cloud Print, servizio che consente di stampare da qualsiasi dispositivo Android su qualsiasi stampante.
- Google Meteo, servizio meteorologico.
- Google Classroom, servizio per le scuole che mira a semplificare la creazione, la distribuzione e la valutazione dei compiti in modo non cartaceo.
- PageRank, sistema che da un voto su una scala da 0 a 10 a una pagina web in base al suo grado di pertinenza e ai suoi contenuti.
- Blogger, una piattaforma per creare e gestire blog.
- Google Image Search, motore di ricerca di immagini.
- Google News, servizio online che indicizza le notizie delle principali fonti giornalistiche disponibili sul web.
- Google Keep, strumento per prendere annotazioni.
- Servizi di domotica, con l'acquisizione dei Nest Labs, e di Dropcam.
- Google Fiber, un progetto per la costruzione sperimentale di una rete internet a banda larga con una infrastruttura in fibra ottica.
- Google Analytics, servizio di conteggio visite e gestione delle statistiche dei siti web.
- Google Workspace, piattaforma di cloud computing basata sui servizi Google e rivolta alle aziende.
- Google Libri, ricerca bibliografica avanzata.
- Google Shopping, strumento che permette di confrontare i vari siti web di shopping online.
- Google Calendar, sistema di calendari.
- Google Sites, servizio gratuito di creazione di domini di secondo livello.
- reCAPTCHA, servizio di anti-spam CAPTCHA.
- Google Scholar, motore di ricerca accademico.
- Google Trends, esplora i più recenti argomenti di tendenza, dati e visualizzazioni sul motore di ricerca di Google
- Google Stadia, servizio di gioco in streaming, rilasciato nel novembre 2019

## Loghi

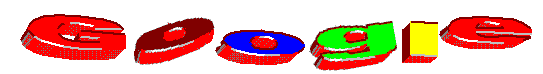
Logo usato dal 15 settembre 1997 al 27 settembre 1998

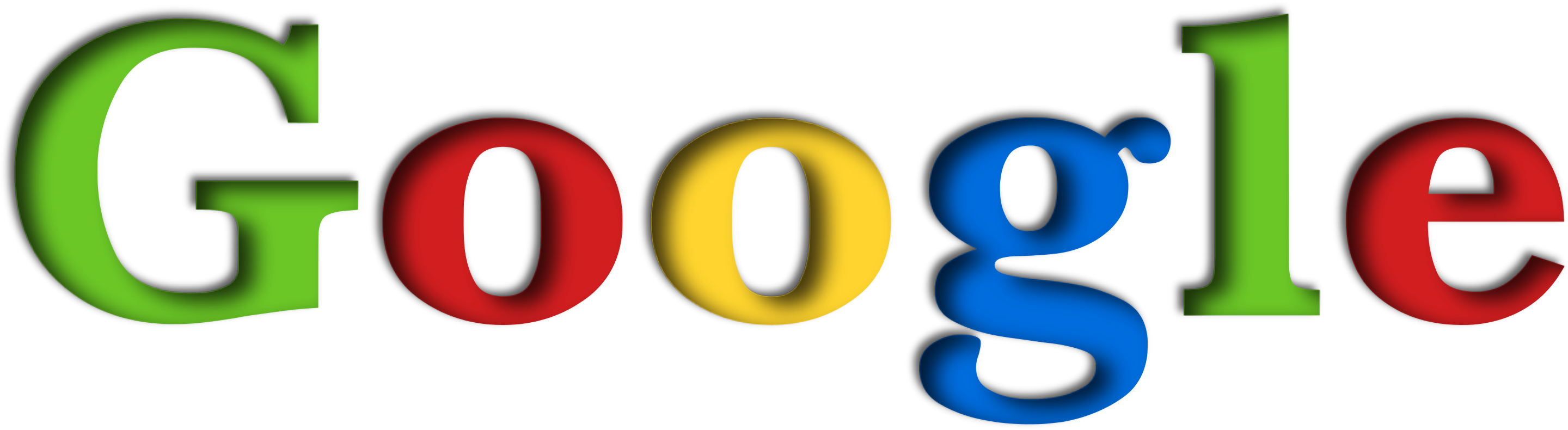
Logo usato dal 28 settembre al 29 ottobre 1998

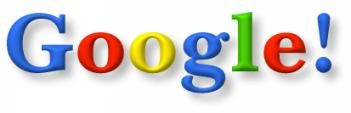
Logo usato dal 30 ottobre 1998 fino al 30 maggio 1999

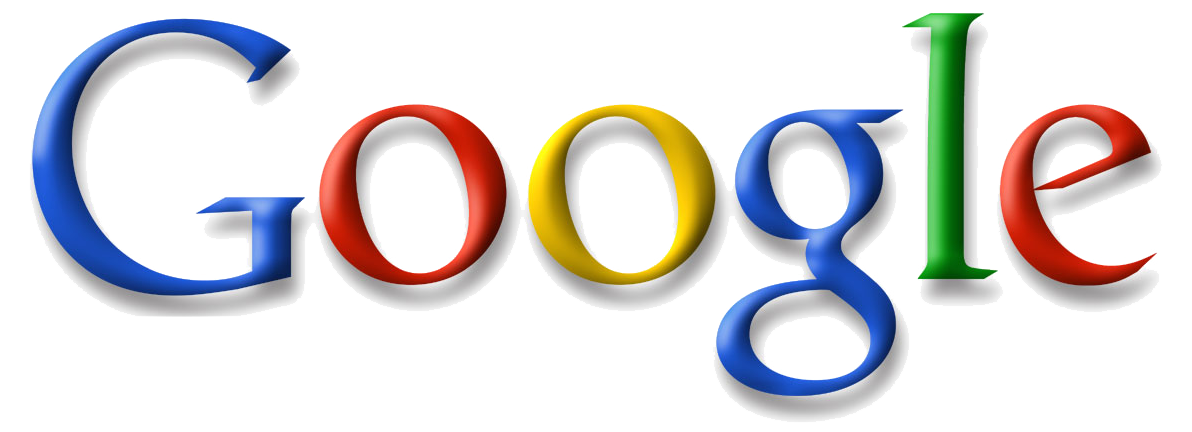
Logo usato dal 31 maggio 1999 fino al 5 maggio 2010

Logo usato dal 6 maggio 2010 al 18 settembre 2013

Logo usato dal 19 settembre 2013 fino al 31 agosto 2015

Logo in uso dal 1º settembre 2015

Nei primi anni di vita di Google, Sergey Brin, fondatore di Google assieme a Larry Page ha creato una versione del logo aiutandosi con il software libero di fotoritocco GIMP.

## Progetti e attività
Progetti speciali come Google X, Project Loon o Calico, precedentemente sotto il controllo di Google, sono ora progetti di società controllate dalla holding Alphabet.

### Chromecast
Chromecast è un adattatore che collegandosi al televisore permette di visualizzare in streaming i contenuti prelevati in rete; il dispositivo adotta il sistema operativo Chrome OS, prodotto dalla stessa Google.

### Circuito pubblicitario
Google gestisce un circuito pubblicitario online, che permette ad inserzionisti di promuovere i loro servizi e a proprietari di siti web (i publishers) di generare entrate monetarie pubblicando annunci pubblicitari sui loro siti. Gli inserzionisti possono pubblicare annunci pubblicitari negli spazi sponsorizzati delle pagine del motore di ricerca Google e nei siti web dei publishers Google tramite il servizio Google AdWords. I proprietari di siti web possono generare introiti dalle pubblicità tramite il servizio Google AdSense. Entrambi i servizi sono tutelati da norme pubblicitarie che mirano a tutelare la qualità del circuito pubblicitario e gli interessi di inserzionisti, publishers e consumatori.

### Google Camps
Ogni anno Google organizza i Google Camps, ossia dei meeting esclusivi dove si discute di attualità e dei vari temi che riguardano l'evoluzione del mondo e della società. Negli ultimi anni Google ha scelto la Sicilia, Agrigento e Sciacca in particolare nel 2015 e nel 2016. Nel 2015 il cantante Jovanotti ha dichiarato durante un incontro presso l'Università di Firenze di aver partecipato al meeting, che era a porte chiuse, i cui invitati erano premi Nobel e amministratori di multinazionali. Nell'incontro, dove non c'era nessun politico, si discuteva delle sorti del mondo e si prendevano delle decisioni che verranno poi attuate.

### Google Culture
Google è nota per segnalare una vera e propria caratteristica presente all'interno dell'azienda, che prende il nome di Google Culture. Attraverso questa parola si intende segnalare lo spirito collaborativo tra i dipendenti che, nonostante la gerarchia aziendale, si riconoscono parimenti importanti per il successo di Google. Inoltre questa parola descrive anche l'importanza della socializzazione, dell'espressione di libere opinioni e dello scambio di idee, che Google riassume nell'espressione "atmosfera da piccola azienda". Infine, tramite la parola "Google Culture", l'azienda vuole anche definire l'assenza di discriminazione sul lavoro, la valorizzazione della meritocrazia e della competenza, e la diffusione di varie lingue tra i dipendenti, la quale risulta in un team dinamico che rispecchia il pubblico globale servito da Google.

### Google Goggles
Google Goggles è un'applicazione che riconosce gli oggetti fotografandoli e cercandone corrispettivi in rete. Però questa applicazione si può utilizzare solo con i cellulari di sistema Android e iOS. Attualmente il sistema è in grado di identificare varie etichette e luoghi di interesse, che consente agli utenti di conoscere tali elementi senza bisogno di una ricerca basata su testo. Il sistema è in grado di identificare prodotti di codici a barre o etichette che consentono agli utenti di cercare i prodotti e prezzi simili. A partire da agosto 2012, la versione corrente di Google Goggles è 1.9, che aggiunge diverse nuove funzionalità e migliora sia la qualità che la facilità d'uso.

### Google Glass
Durante il mese di febbraio 2013 ha creato la pagina web  www.google.com/glass. per mostrare al pubblico con le potenzialità di un nuovo prodotto in stato di sviluppo, Google Glass.

### Google Shoes
Durante l'evento SXSW 2013, tenutosi a marzo, Google ha presentato delle speciali scarpe tecnologiche in grado di comunicare con smartphone e altri dispositivi. Le scarpe (chiamate anche Google Sneaks o semplicemente Sneakers) sfruttano appieno la potenza del Bluetooth ma integrano anche diversi sensori, come ad esempio l'accelerometro.

### Programma di riconoscimento vulnerabilità
Google ha da sempre dedicato particolare attenzione alla sicurezza dei suoi prodotti. Esiste un vero e proprio Google Security Team, che si occupa anche di gestire il cosiddetto " programma di riconoscimento vulnerabilità.". Tramite il programma di riconoscimento vulnerabilità chiunque può segnalare eventuali falle di sicurezza trovate sui siti web della piattaforma Google. Le segnalazioni vengono analizzate da un membro del Google Security Team e, se ritenute adeguate, producono l'assegnazione di un premio pecuniario al ricercatore di sicurezza e, a sua discrezione, l'inserimento nella  Google Hall of Fame..

### Investimenti nell'IA in Africa
A luglio 2025, Google investirà nell'IA, in un programma da 37 milioni di dollari progettato per accelerare lo sviluppo dell'intelligenza artificiale (IA) in Africa, con investimenti che vanno dalla ricerca locale a progetti di monitoraggio delle colture agricole e all'adattamento delle tecnologie e delle lingue africane. .

## Controversie

### Le possibili ingerenze nella privacy
Alcune funzionalità dei software Google presentano dei problemi rispetto alle leggi nazionali sulla privacy:
- Google Analytics mette a disposizione degli iscritti statistiche sulla navigazione come i link aperti, le parole chiave ricercate e il tempo di permanenza in ogni pagina.
- Google Earth e Google Maps sono stati accusati di gravi violazioni della privacy per l'eccessiva risoluzione delle immagini, spinta ad un livello di dettaglio tale da rendere riconoscibili le persone, gli interni degli abitati e zone protette da segreto militare e divieto di ripresa, tra cui la celebre Area 51.[23]

A partire dal 22 gennaio 2019, Google ha trasferito la responsabilità sui dati dalla sede californiana a Google Irlanda. La privacy degli utenti europei viene in questo modo regolata dalla direttiva GDPR, compresi le procedure e i diritti di accesso da parte delle autorità pubbliche ai profili personali degli utenti europei.
Nel 2022, il Garante per la protezione dei dati personali italiano stabilisce che l'uso di Google Analytics viola la normativa europea, dunque anche quella italiana, sulla privacy. Si erano già espressi in questo senso la Corte di giustizia dell'Unione europea e garanti di altri paesi europei.

### Elusione fiscale
La società è stata ripresa diverse volte perché grazie a manovre di ingegneria fiscale paga poche tasse sia in Italia che in altri Paesi.
Altre modalità di elusione riguardano l'utilizzo di intermediari come Lionbridge che operano in Italia senza averne sede né legale né fiscale.

### La concorrenza in Europa

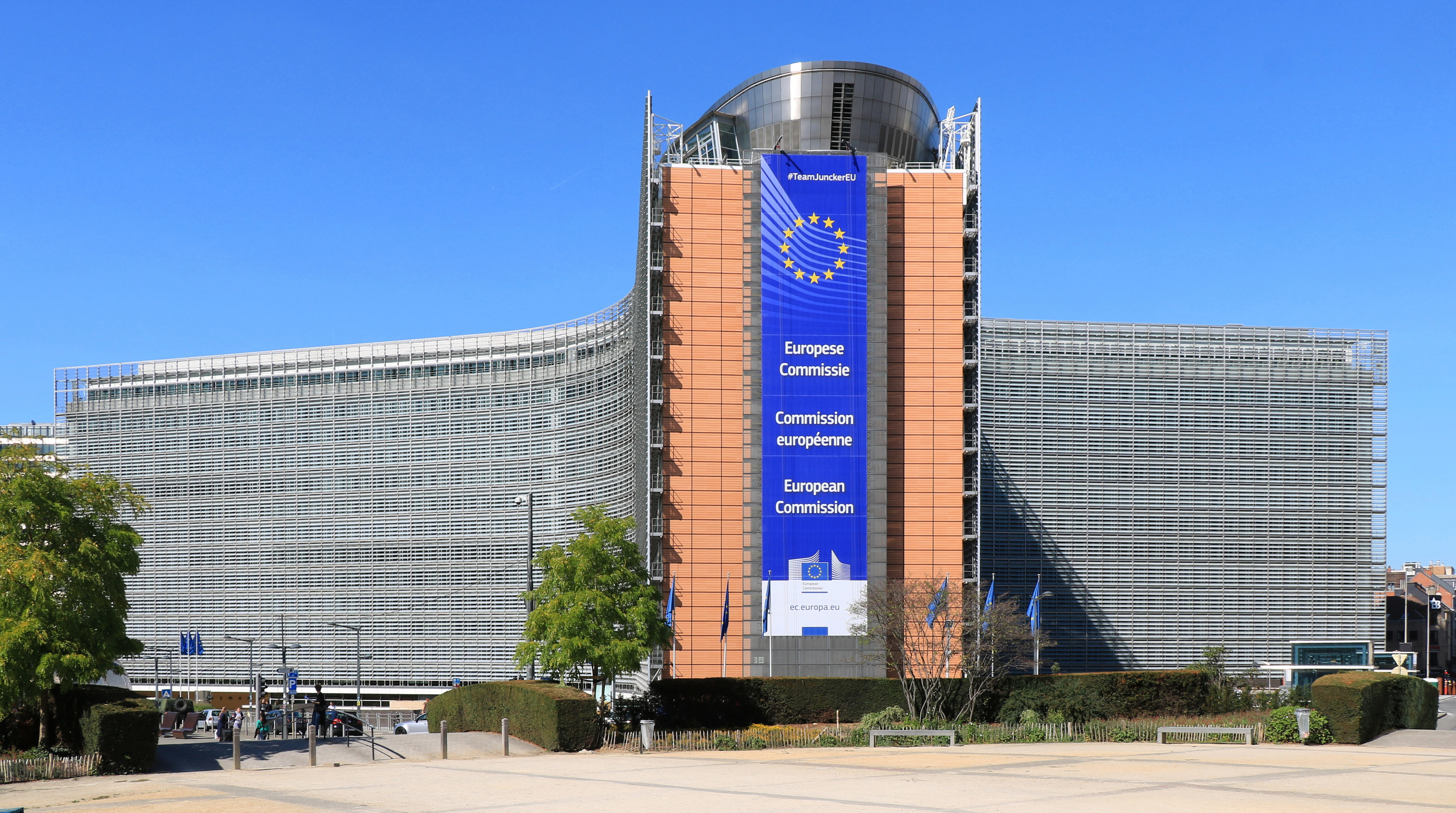
La Commissione europea, che ha inflitto tre multe a Google nel 2017, 2018 e 2019

Il 27 giugno 2017, la Commissione europea ha confermato la sanzione record di 2,45 miliardi di euro per abuso di posizione dominante, inflitta dall'autorità antitrust alla casa madre per aver favorito con Google Shopping «i propri servizi nei suoi risultati di ricerca, declassando quelli dei suoi concorrenti». Google ha presentato appello contro una delle sanzioni più alte mai comminate per violazioni del diritto concorrenziale dell'Unione.
A luglio 2018, l'autorità Antitrust è nuovamente intervenuta con una multa di 4,3 miliardi in merito agli accordi commerciali presi da Google con i produttori e gli operatori telefonici per l'installazione dei suoi servizi sul suo sistema operativo Android.

### Controversie con la Russia
Nel luglio 2022 un tribunale di Mosca ha condannato Google a pagare una multa da 21 miliardi di rubli, pari a 365 milioni di euro, per non aver cancellato alcuni contenuti relativi alla guerra in Ucraina che la Russia considera illegali e per aver limitato l’accesso ad alcuni media russi su YouTube.
Nel maggio 2023 l'impresa è stata multata per 3 milioni di rubli (equivalenti a 38.600 dollari) da un tribunale del distretto Taganksy di Mosca per aver rifiutato di rimuovere alcuni contenuti relativi alle relazioni tra persone LGBT.

## Slogan
Fin dalla sua fondazione, la missione aziendale di Google è "organizzare le informazioni nel mondo e renderle universalmente accessibili e utili". Il codice di condotta includeva la frase "Don't be evil" (non essere cattivo/cattiva), che era considerata lo slogan non ufficiale dell'azienda. Nel 2015 tale motto è stato sostituito da "Do the right thing" (fai la cosa giusta) nel codice di condotta di Alphabet e nel 2018 il motto è stato rimosso silenziosamente dalle clausole del codice di condotta di Google, lasciando un riferimento ad esso solo nell'ultimo paragrafo.